# Baruch Wesel
Baruch Wesel właściwie Bendix Ruben Gumpertz (ur. 1690, zm. 1753 w Brzegu Dolnym) – naczelny rabin krajowy Śląska.

## Życiorys
Wesel dzięki staraniom dziadka Eliasza Gomperza (tak zwany Żydem dworskim króla pruskiego Fryderyka Wilhelma I) oraz ojca Rubena (bogaty kupiec w Berlinie) został członkiem bejt dinu, sądu rabinackiego we Wrocławiu w 1724 roku. Napisał wówczas komentarz-pochwałę do Szaarrej Ttfilah Solomona Salmana Hanau. W 1728 roku polski Sejm Czterech Ziem mianował go rabinem we Wrocławiu, w tym samym roku Baruch Wesel napisał wstęp do wydania Pięcioksiągu w słynnej żydowskiej drukarni w Brzegu Dolnym.
Pomimo otrzymania sporego spadku po dziadku, wpadł w kłopoty finansowe. Władze austriackie zakwalifikowały go do wysokiej, drugiej klasy podatkowej. Z powodu niezapłacenia tych podatków został wtrącony do więzienia, utracił także tytuł i pensję rabina. Został karnie usunięty z miasta w 1738 roku, pozwolono mu zamieszkać poza jego murami, prawdopodobnie przy dzisiejszej ulicy Pawła Włodkowica.
Po zajęciu Wrocławia przez Prusy Wessel wysłał do Fryderyka II poemat pochwalny w formie akrostychu po hebrajsku i niemiecku. Fryderyk II w dekrecie wyznaczył go na rabina Wrocławia i zezwolił wraz z innymi jedenastoma rodzinami na osiedlenie się we Wrócławiu.
Dzięki jego staraniom władze zezwoliły na założenie cmentarza żydowskiego we Wrocławiu, co, pomimo zebranych funduszy na kupno ziemi, zostało uczynione po jego śmierci. Został pochowany na cmentarzu żydowskim w Brzegu Dolnym.
Dziesięć jego responsów zostało opublikowanych w 1745 roku pod tytułem Mekor Barukh i ponownie opublikowanych z dodatkami przez jego syna Mojżesza w 1771 roku.